# Vanna (zangeres)
Vanna, geboren als Ivana Ranilovic (Koprivnica (Joegoslavië), 1 september 1970), is een Kroatisch zangeres.
In 2000 waagde ze haar kans bij Dora, de Kroatische voorronde van het Eurovisiesongfestival, maar ze haalde het niet, het volgende jaar deed ze opnieuw mee. Tijdens de wedstrijd was ze hoogzwanger, maar dat stopte haar niet om een goede performance te geven. Haar performance was op het festival niet zo goed als in Dora. Desalniettemin haalde ze toch nog een tiende plaats binnen. Het was de eerste keer dat Kroatië in het Engels zong op het festival (de enkele woorden Engels in het refrein van de inzending uit 1993 niet meegerekend). Het was de voorlopig laatste keer dat Kroatië in de top 10 eindigde.
In 2002 zetelde Vanna in de jury van Dora.
1993: Put · 
1994: Tony Cetinski · 
1995: Magazin & Lidija · 
1996: Maja Blagdan · 
1997: ENI · 
1998: Danijela · 
1999: Doris Dragović · 
2000: Goran Karan · 
2001: Vanna · 
2002: Vesna Pisarović · 
2003: Claudia Beni · 
2004: Ivan Mikulić · 
2005: Boris Novković · 
2006: Severina · 
2007: Dragonfly feat. Dado Topić · 
2008: Kraljevi Ulice & 75 Cents · 
2009: Igor Cukrov feat. Andrea Šušnjara · 
2010: Feminnem · 
2011: Daria Kinzer · 
2012: Nina Badrić · 
2013: Klapa s Mora · 
2016: Nina Kraljić · 
2017: Jacques Houdek · 
2018: Franka Batelić · 
2019: Roko · 
2021: Albina Grčić · 
2022: Mia Dimšić · 
2023: Let 3 · 
2024: Baby Lasagna · 
2025: Marko Bošnjak
- Gemeinsame Normdatei: 138051380
- International Standard Name Identifier: 0000 0000 5898 7304
- MusicBrainz: 16356c85-6462-4fae-8c67-8064a5983632
- Virtual International Authority File: 86200932
- WorldCat: E39PBJkTdYKKQThyKDpQkmhCQq